# ليبيك ضد مطاعم ماكدونالدز
ليبيك ضد مطاعم ماكدونالدز،  المعروفة أيضا باسم قضية قهوة ماكدونالدز أو قضية القهوة الساخنة، هي دعوى مسؤولية عن المنتجات رفعت عام 1994 والتي أصبحت نقطة جدال في الولايات المتحدة بشأن قضايا إصلاح الضرر. في هذه المحاكمة، قامت هيئة المحلفين المدنية في نيو مكسيكو بمنح 2,860,000 دولار إلى المدعية ستيلا ليبيك، وهي امرأة تبلغ من العمر 79 عاما أصيبت بحروق من الدرجة الثالثة في منطقة الحوض عندما سكبت سهوا القهوة الساخنة على حجرها بعد أن اشترتها من مطعم ماكدونالدز. وأدخلت ليبيك المستشفى لثمانية أيام في حين خضعت لعمليات ترقيع الجلد، تلتها سنتان من العلاج الطبي.
قال محامو ليبيك أن قهوة ماكدونالدز كانت معيبة (بدرجة حرارة 180 – 190 فهرنهايت، أي 82 – 88 درجة مئوية)، زاعمين أنها كانت حارة للغاية وأكثر عرضة للتسبب بإصابات خطيرة من أي قهوة تقدم في أي منشأة أخرى. رفضت ماكدونالدز عدة فرص لتسوية النزاع بأقل مما منحته هيئة المحلفين في النهاية. وشملت الأضرار حسب هيئة المحلفين 160,000 دولار لتغطية النفقات الطبية والتعويضات و 2.7 مليون دولار كتعويض عقابي. خفض القاضي الحكم النهائي إلى 640,000 دولار، واستقر الطرفان على تسوية مقابل مبلغ سري قبل إقرار الاستئناف.
اعتبر البعض القضية كمثال على التقاضي الاعتباطي؛  ووصفتها قناة إيه بي سي نيوز بأنها «الطفل المدلل للدعاوى القضائية المفرطة»،  في حين جادل الباحث القانوني جوناثان تورلي بأن الدعوى كانت «دعوى قضائية مهمة وجديرة بالاهتمام». وفي يونيو 2011، عرضت محطة اتش بي او وثائقي بعنوان القهوة الساخنة، والذي يناقش بعمق كيف أن قضية ليبيك ركزت على مناقشات إصلاح الضرر.

## الخلفية

### حادث الحرق
في 27 فبراير 1992، قامت ستيلا ليبيك، وهي امرأة تبلغ من العمر 79 عاما من ألباكركي، نيو مكسيكو، بشراء كوب قهوة ثمنه 49 سنتا من نافذة السيارة عند مطعم ماكدونالدز. كانت ليبيك تجلس في مقعد الراكب مع حفيدها كريس في سيارته فورد بروب طراز عام 1989، والتي لم يكن بها حامل أكواب، فقام حفيدها بركن السيارة حتى تتمكن ستيلا من إضافة الكريمة والسكر لقهوتها. وضعت ستيلا فنجان القهوة بين ركبتيها وسحبت الجانب الآخر من الغطاء نحوها لإزالته. خلال هذه العملية، انسكب كأس القهوة بكامله على حجرها. كانت ستيلا ترتدي سروالا رياضيا قطنيا؛ فامتص السروال القهوة والتصق بجلدها، فأصيبت بحروق في فخذيها وأردافها وعانتها.
أخذت ستيلا إلى المستشفى، حيث قال الأطباء أنها أصيبت بحروق من الدرجة الثالثة على ستة في المائة من جلدها وحروق أقل على ستة عشر في المائة من الجلد. بقيت ستيلا في المستشفى لثمانية أيام في حين خضعت لعملية ترقيع الجلد. خلال هذه الفترة، فقدت ستيلا 20 رطل (9 كغ، ما يقرب من 20٪ من وزنها)، ما أنزل وزنها إلى 83 رطل (38 كلغ). وبعد خروجها من المستشفى، وبقيت تحت رعاية ابنتها لثلاثة أسابيع. عانت ستيلا من تشوه دائم بعد الحادث وكانت معاقة جزئيا لسنتين بعد الحادثة.

### قبل المحاكمة
سعت ليبيك لتسوية مع ماكدونالدز بقيمة 20,000 دولار لتغطية نفقاتها الفعلية والمتوقعة. وكانت نفقاتها الطبية الفعلية 10,500 دولار، أما النفقات الطبية المستقبلية المتوقعة فنبلغ حوالي 2,500 دولار. وكان ما فقدته ابنتها من دخل يقرب من 5,000 دولار أي ما مجموعه حوالي 18,000 دولار. وبدلا من ذلك، عرضت الشركة 800 دولار فقط. عندما رفضت ماكدونالدز زيادة قيمة العرض، عينت ليبيك المحامي ريد مورغان من تكساس. رفعت مورغان دعوى في محكمة نيو مكسيكو متهما ماكدونالدز «الإهمال الجسيم» لبيعها قهوة كانت «خطيرة بشكل غير معقول» و «ذات عيوب في الصنع». رفضت ماكدونالدز عرض مورغان بالتسوية بمقدار 90,000 دولار. رفع مورغان مقدار التسوية إلى 300,000 دولار، واقترح الجانب الوسيط بينهما 225,000 دولار فقط قبل المحاكمة، ولكن ماكدونالدز رفضت كل هذه التسويات.

## المحاكمة والحكم
عقدت المحاكمة من 8 إلى 17 أغسطس 1994، أمام قاضي محكمة نيو مكسيكو الجزئية روبرت سكوت. خلال هذه القضية، اكتشف محامو ليبيك أن ماكدونالدز طلبت من مطاعمها إعداد القهوة على درجة 180 – 190 فهرنهايت (82 – 88 مئوية). وأنه في درجة 190 فهرنهايت (88 مئوية)، فإن القهوة تسبب حروق من الدرجة الثالثة في مدة بين ثانيتين إلى سبع ثواني. جادل محامي ليبيك أن القهوة لا ينبغي أبدا أن تقدم بدرجة حرارة تزيد عن 140 فهرنهايت (60 مئوية)، وأن عددا من المؤسسات الأخرى تقدم القهوة عند درجة حرارة أقل بكثير من ماكدونالدز. قدم محامو ليبيك في لجنة المحلفين دليلا أن القهوة بدرجة حرارة (180 فهرنهايت (82 مئوية) قد تنتج عنها حروق من الدرجة الثالثة (حيث يصبح ترقيع الجلد ضروريا) في مدة بين 12 إلى 15 ثانية. وتخفيض درجة الحرارة إلى 160 فهرنهايت (71 مئوية) يزيد زمن إنتاج مثل هذه الحروق إلى 20 ثانية. قال محامو ليبيك أن هذه الثواني الإضافية يمكن أن توفر الوقت الكافي لإزالة القهوة من الجلد المكشوف، وبالتالي منع العديد من الحروق. ادعت ماكدونالدز أن سبب تقديمهم للقهوة الساخنة عبر النوافذ هو أن أولئك الذين يشترون القهوة عادة هم من المسافرين الذين يرغبون في قيادة لمسافة طويلة مع القهوة؛ وأن درجة الحرارة الأولية العالية تحافظ على سخونة القهوة خلال الرحلة. إلا أن أبحاث الشركة الخاصة أظهرت أن بعض العملاء ينوون استهلاك القهوة على الفور أثناء القيادة.
أظهرت وثائق أخرى تم الحصول عليها من ماكدونالدز أنه بين عامي 1982 – 1992 تلقت الشركة أكثر من 700 تقرير عن أناس أحرقتهم قهوة ماكدونالدز بدرجات متفاوتة، وأنها قامت بتسوية الخلافات مع من تعرّضوا لإصابات بأكثر من 500,000 دولار. كما شهد كريستوفر أبلتون، مدير مراقبة الجودة في ماكدونالدز، بأن هذا العدد من الإصابات لم يكفي الشركة لتعيد تقييم ممارساتها. وقال إن جميع الأطعمة التي تتجاوز حرارتها 130 فهرنهايت (54 مئوية) تشكل تهديدا بالحرق. جادل المدعون أن أبلتون اعترف بأن قهوة ماكدونالدز ستحرق الفم والحلق إذا ما استهلكت مباشرة.
توصلت هيئة المحلفين المكوّنة من اثني عشر شخصا إلى حكمها يوم 18 أغسطس 1994. وجدت هيئة المحلفين أن ماكدونالدز كان مسؤولة بنسبة 80% عن الحادث وكانت ليبيك مسؤولة بنسبة 20%، وذلك بتطبيق مبادئ الإهمال المقارن. حيث قررت الهيئة إنه وإن كان التحذير موجودا على الفنجان، فإنه لم يكن كبيرا بما فيه يكفي أو كافيا لمنع الضرر. تم منح ليبيك تعويضات قدرها 200,000 دولار أمريكي، وخفضت بنسبة 20٪ (حسب المسؤولية) إلى 160,000 دولار. بالإضافة إلى منحها 2,700,000 دولار بشكل تعويضات عقابية. وصلت هيئة المحلفين إلى هذا الرقم على ما يبدو من اقتراح مورغان بمعاقبة ماكدونالدز بقيمة يوم أو يومين من عائدات القهوة، والتي كانت تصل إلى 1,350,000 دولار في اليوم الواحد. خفض القاضي التعويضات العقابية إلى 480,000 دولار، أي ثلاثة أضعاف المبلغ التعويضي، فيصل المجموع إلى 640,000 دولار. تم استئناف القرار من قبل كل من ماكدونالدز وليبيك في ديسمبر 1994، ولكن تمت التسوية خارج المحكمة مقابل مبلغ لم يكشف عنه وكان أقل من 600,000 دولار.

## بعد المحاكمة
اعتبر البعض هذه القضية كمثال على التقاضي الاعتباطي. ودعتها محطة أيه بي سي نيوز «الطفل المدلل للدعاوى القضائية المفرطة». ودعا جوناثان تورلي القضية «دعوى قضائية مهمة وجديرة بالاهتمام». أكدت شركة ماكدونالدز أن نتيجة القضية كانت مجرد صدفة، وعزت خسارة القضية إلى سوء الاتصالات وسوء الإستراتيجية مع مطاعمها. دافع ريد مورغان ورابطة المحامين الأمريكين عن نتيجة القضية زعمهم بأن ماكدونالدز خفضت درجة حرارة القهوة بعد الدعوى.
ويقول المنتقدون أن رفض ماكدونالدز لتقديم تسوية بأكثر من 800 دولار للفواتير الطبية التي تبلغ 10,500 دولار يشير إلى أن الدعوى لا تستحق وسلّطوا الضوء على حقيقة أن ليبيك سكبت القهوة على نفسها بدلا من وجود مخالفات من جانب الشركة. وقالوا أيضا أن القهوة ليست معيبة لأن قهوة ماكدونالدز تتفق مع معايير الصناعة،  وأن القهوة لا تزال تقدم ساخنة أو أسخن اليوم في ماكدونالدز أو محلات مثل ستاربكس. وذكروا أيضا أن الغالبية العظمى من القضاة الذين تعرض عليهم حالات مماثلة فإنهم ينهونها قبل أن تصل إلى هيئة المحلفين. وقد قام الكاتب راندي كاسينغهام بكتابة عمود أسبوعي بعنوان «جوائز ستيلا»، وتفرع عنها موقع على الإنترنت عام 2002 (واستمر حتى عام 2007)، والذي يزعم أنه منح جوائز لأشخاص قدموا «دعاوى قضائية فاحشة وتافهة».
توفيت ستيلا ليبيك عام 2004 عن 91 عاما. وقالت ابنتها أن «الحروق وإجراءات المحاكم ألقت بعبئها عليها» وفي السنوات التالية للتسوية لم تكن لديها «رغبة بالحياة»، وأن التسوية لم توفر لها سوى ممرضة مقيمة.

### دعاوى قضائية مماثلة
في قضية مكماهون ضد شركة بون ماتيك (1998)، كتب قاضي دائرة محكمة الاستئناف السابعة فرانك إيستربروك قرارا بالإجماع يؤكد فيه إقالة دعوى قضائية مماثلة ضد مصنع القهوة بون-أو-ماتيك، وجدت أن القهوة الساخنة (179 فهرنهايت، 82 مئوية) لم تكن «خطيرة بشكل غير معقول». وقد كتب إيستربروك في الإجماع أن رائحة القهوة (وبالتالي طعمها) تعتمد على الزيوت التي تحتوي على المكونات العطرية والتي يتم استخراجها من البن خلال عملية التحضير. وتكون درجة التحضير نحو 200 فهرنهايت (93 مئوية) لإذابتها، لكن بدون التسبب بتحلل مبكر لهذه الجزيئات الحساسة.
في قضية بوغل ضد مطاعم ماكدونالدز المحدودة (2002)، فشلت دعوى قضائية مماثلة في انكلترا عندما رفضت المحكمة الادعاء بأنه كان من الممكن تجنب الإصابة إذا ما قدمت ماكدونالدز القهوة في بدرجة حرارة أقل. وكتب القاضي فيلد من كوينز بينش أنه إن كانت المشروبات الحارة تمثل خطرا بالحرق عند درجة حرارة 65 مئوية، فيجب على مكدونالدز تقديم الشاي أو القهوة بدرجة أقل. إلا أن الشاي والقهوة يقدمان ساخنين بعد الغلي بدرجة حرارة 95 مئوية ليعطيان مذاقا أفضل، كما أن الناس يجعلون الشراب يبرد قبل تناوله. بهذا لن يكون الشراب الحار مقبولا عند درجة أقل ويفضل الناس تناوله حارا رغم خطر الإصابة بحروق.
بعد قضية ليبيك، كان باعة القهوة الرئيسيين، مثل تشيكيفيلا،  ستاربكس، دانكن دونتس، ويندي، برغر كينغ،  وحتى المستشفيات،  بالإضافة إلى ماكدونالدز نفسها متهمين في دعاوى قضائية مماثلة بسبب حروق متعلقة بالقهوة.

### درجة حرارة القهوة
في عام 1994، قال متحدث باسم الرابطة الوطنية للقهوة أن درجة حرارة قهوة ماكدونالدز تتفق مع معايير الصناعة. أظهر مسح «غير مسلم به علميا» أجرته صحيفة لوس أنجلوس تايمز تلك السنة أن القهوة قد قدمت بين درجة 157 و 182 فهرنهايت (بين 70 و 83 مئوية)، وأن موقعين للاختبار قدم قهوة ساخنة أكثر من ماكدونالدز.
لم تخفض ماكدونالدز درجة الحرارة قهوتها بعد قضية ليبيك. سياسة اليوم ماكدونالدز تقضي بتقديم القهوة بين 80-90 درجة مئوية (176-194 فهرنهايت)،  وتعتمد على تحذيرات موضوعة على الأكواب لتجنب المسؤولية في المستقبل، رغم أنها لا تزال تواجه دعاوى قضائية بسبب القهوة الساخنة. تدعم جمعية القهوة المختصة تحسين أساليب التعبئة والتغليف بدلا من خفض درجة الحرارة القهوة. ساهمت الجمعية بالدفاع عن القضايا اللاحقة لحروق القهوة. وبالمثل، اعتبارا من عام 2004، فإن محلات ستاربكس تبيع القهوة بدرجة حرارة 175 – 185 فهرنهايت (79 – 85 مئوية)، وذكر المدير التنفيذي لجمعية القهوة المختصة الأمريكية أن درجة الحرارة المعيارية للقهوة المقدمة في بين 160 – 185 فهرنهايت (71– 85 مئوية).

### وثائقي القهوة الساخنة
في 27 يونيو 2011، عرضت محطة HBO فيلم وثائقي عن مشاكل دعاوى إصلاح الضرر بعنوان القهوة الساخنة. غطى جزء كبير من الفيلم قضية ليبيك. وشمل مقاطع أخبار وتعليقات من المشاهير والسياسيين حول هذه القضية، فضلا عن الخرافات والمفاهيم الخاطئة، مثل كيف أن كثيرا من الناس اعتقد أنها كانت تقود عند وقوع الحادث، أو أنها تعرضت لحروق سطحية طفيفة فقط. ناقش الفيلم بعمق أيضا كيف أن القضية يُساء استخدامها لوصف الدعاوى الاعتباطية ويرجع إليها في نقاشات إصلاح الضرر. ويؤكد الفيلم بأن الشركات أنفقت الملايين لتعزيز المفاهيم الخاطئة حول قضايا المسؤولية.

### تقرير صحيفة نيويورك تايمز الرجعي
في 21 أكتوبر 2013، نشرت صحيفة نيويورك تايمز تقرير فيديو رجعي عن رد فعل وسائل الإعلام مع مقال مرفق حول التغيرات في شرب القهوة بعد 20 عاما. لاحظت صحيفة نيويورك تايمز أن تفاصيل قصة ليبيك فقدت تفاصيلها وسياقها عندما نشرت في جميع أنحاء العالم. نشرت مقالة لاحقة في 25 أكتوبر وذكرت أن الفيديو جمع أكثر من مليون مشاهدة وقد أثار جدلا قويا في التعليقات على الإنترنت.

## وصلات خارجية
- The Stella Liebeck McDonald's Hot Coffee Case FAQ  at Abnormal Use
- The Full Story Behind the Case and How Corporations Used it to Promote Tort Reform? – video report by الديمقراطية الآن!
- *"Hot Coffee Case, Do You Know the Truth"  video by Morgan and Morgan { Uploaded by: Jaime Tobin 8/11/2012 }
- Thought the McDonald's Hot Coffee Spilling Lawsuit was Frivolous? by David Haynes of The Cochran Firm
- Case Study: The True Story Behind the McDonald's Coffee Lawsuit